# Dieter Rucht

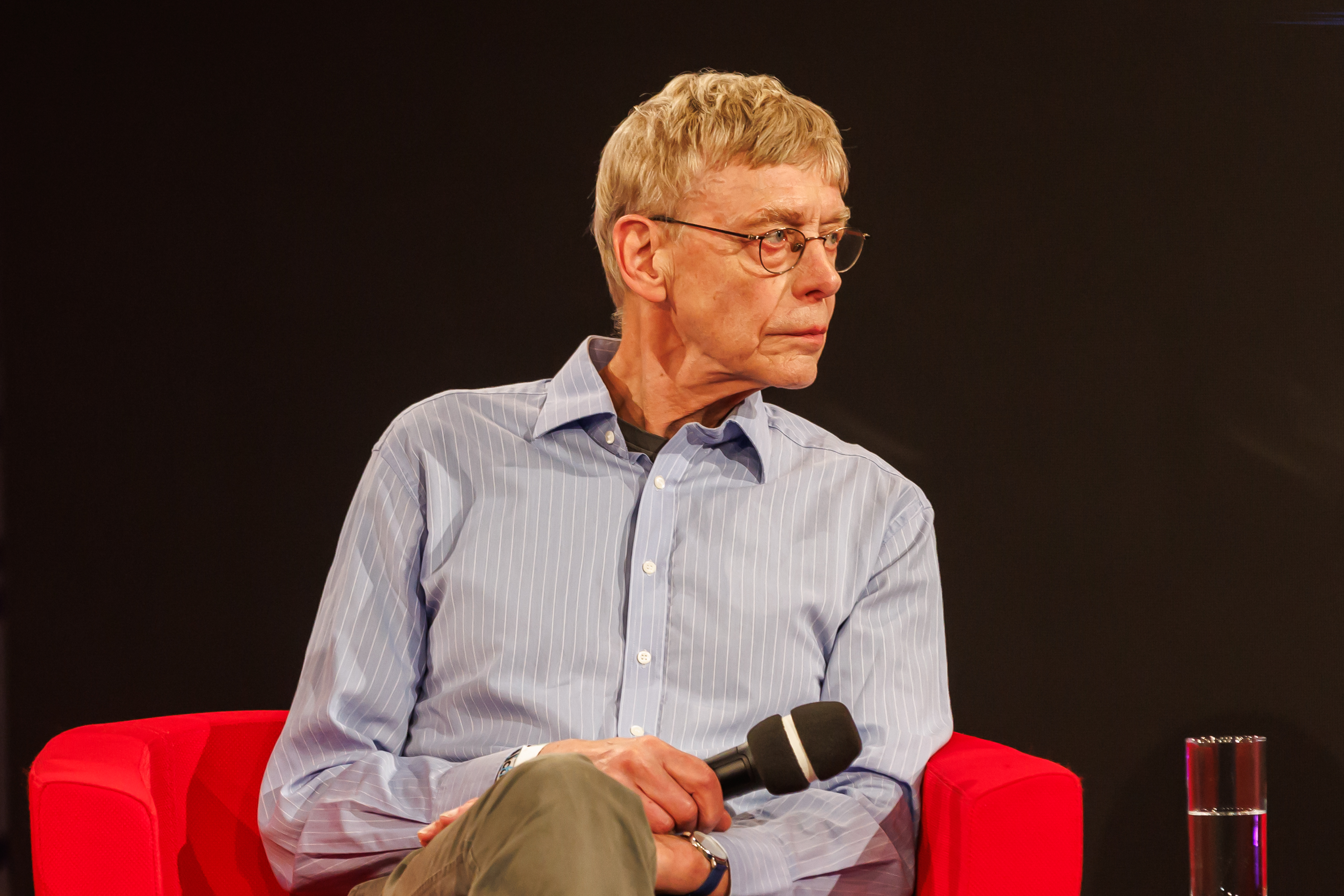
Dieter Rucht, 2024

Dieter Rucht (* 26. Juni 1946 in Kempten (Allgäu)) ist ein deutscher Politikwissenschaftler und Soziologe. Bis zu seiner Emeritierung im Juni 2011 war er Ko-Leiter der Forschungsgruppe Zivilgesellschaft, Citizenship und politische Mobilisierung in Europa am Wissenschaftszentrum Berlin für Sozialforschung (WZB) und (seit 2001) Honorarprofessor am Institut für Soziologie der Freien Universität Berlin (Fachbereich Politik- und Sozialwissenschaften). Rucht war bis Anfang 2018 Mitglied im Wissenschaftlichen Beirat von Attac.

## Leben
Dieter Rucht studierte Sozialkunde, Sport und Politikwissenschaft an der Ludwig-Maximilians-Universität München, wurde dort 1980 in Politikwissenschaft promoviert. Aus seiner Dissertation gingen zwei Publikationen hervor: Von Wyhl nach Gorleben (1980) sowie Planung und Partizipation (1982). Er lehrte und forschte in München, Berlin, Cambridge (Harvard University), Paris (EHESS) und Ann Arbor (University of Michigan). Von 1988 bis 1997 arbeitete er als wissenschaftlicher Angestellter in der Abteilung „Öffentlichkeit und soziale Bewegungen“ am WZB, die von Friedhelm Neidhardt geleitet wurde. Im Jahr 1995 erfolgte die Habilitation im Fach Politikwissenschaft an der Freien Universität Berlin. Von 1998 bis 2000 war er Professor für Soziologie an der University of Kent at Canterbury und kehrte dann zurück ans WZB, wo er die Leitung der Forschungsgruppe „Politische Öffentlichkeit und Mobilisierung“ übernahm. Von 2005 bis 2011 leitete er dort gemeinsam mit dem Historiker Dieter Gosewinkel die Forschungsgruppe „Zivilgesellschaft, Citizenship und politische Mobilisierung in Europa“. Rucht ist Vorsitzender des Vereins für Protest und Bewegungsforschung e. V. und Mitbegründer des gleichnamigen Instituts für Protest- und Bewegungsforschung (ipb). Er war Mitherausgeber der Buchreihe Bürgergesellschaft und Demokratie im VS Verlag für Sozialwissenschaften, Wiesbaden.

## Forschungsschwerpunkte
- Politische Soziologie
- sozialer Wandel
- politische Partizipation
- soziale Bewegungen
- Umweltkonflikte
- Europäische Integration
- transnationale politische Mobilisierung

## Publikationen (Auswahl)
- Kollektive Proteste und soziale Bewegungen. Eine Grundlegung. Beltz Juventa, Weinheim und Basel 2023, ISBN 978-3-7799-6518-3.
- als Herausgeber zusammen mit Roland Roth: Neue Soziale Bewegungen in der Bundesrepublik Deutschland. Campus, Frankfurt am Main u. a. 1987, ISBN 3-593-33823-8.
- als Herausgeber zusammen mit Roland Roth: Die sozialen Bewegungen in Deutschland seit 1945. Ein Handbuch. Campus, Frankfurt am Main u. a. 2008, ISBN 978-3-593-38372-9.[4]
- als Herausgeber zusammen mit Stefaan Walgrave: The World Says No to War. University of Minnesota, Minneapolis/London 2010, ISBN 978-0-8166-5095-8.
- Modernisierung und neue soziale Bewegungen. Deutschland, Frankreich und USA im Vergleich (= Theorie und Gesellschaft 32). Campus, Frankfurt am Main u. a. 1997, ISBN 3-593-35171-4.